# IC 3663
IC 3663 ist eine elliptische Zwerggalaxie vom Hubble-Typ dE im Sternbild Jungfrau auf der Ekliptik. Sie ist schätzungsweise 39 Millionen Lichtjahre von der Milchstraße entfernt und hat einen Durchmesser von < 10.000 Lichtjahren. Unter der Katalognummer VCC 1886 ist sie als Mitglied des Virgo-Galaxienhaufens aufgeführt.
Im selben Himmelsareal befinden sich u. a. die Galaxien NGC 4606, NGC 4640, IC 810, IC 3643.
Das Objekt wurde am 10. Mai 1904 von Royal Harwood Frost entdeckt.